# Клайн-Виттензе
Клайн-Виттензе (нем. Klein Wittensee) — община в Германии, в земле Шлезвиг-Гольштейн. 
Входит в состав района Рендсбург-Экернфёрде. Подчиняется управлению Виттензее.  Население составляет 198 человек (на 31 декабря 2010 года). Занимает площадь 4,31 км².